# Ryan Mullen
Ryan Mullen (Birkenhead, 7 agosto 1994) è un ciclista su strada e pistard irlandese che corre per il team Red Bull-Bora-Hansgrohe. Specialista delle cronometro, professionista dal 2016, ha vinto la medaglia di bronzo a cronometro ai campionati europei 2017.

## Palmarès

### Strada
- 2011 (Juniores)

Campionati irlandesi, Prova a cronometro Juniores
Campionati irlandesi, Prova in linea Juniores
- 2012 (Juniores)

Campionati irlandesi, Prova a cronometro Juniores
Chrono des Nations Juniores
- 2013 (Team IG-Sigma Sport, due vittorie)

Campionati irlandesi, Prova a cronometro Under-23
Chrono des Nations Under-23
- 2014 (An Post-ChainReaction, due vittorie)

Campionati irlandesi, Prova a cronometro Under-23
Campionati irlandesi, Prova in linea
- 2015 (An Post-ChainReaction, una vittoria)

Campionati irlandesi, Prova a cronometro
- 2017 (Cannondale-Drapac, due vittorie)

Campionati irlandesi, Prova a cronometro
Campionati irlandesi, Prova in linea
- 2018 (Trek, due vittorie)

3ª tappa Vuelta a San Juan (San Juan, cronometro)
Campionati irlandesi, Prova a cronometro
- 2019 (Trek, una vittoria)

Campionati irlandesi, Prova a cronometro
- 2021 (Trek - Segafredo, due vittorie)

Campionati irlandesi, Prova a cronometro
Campionati irlandesi, Prova in linea
- 2023 (Bora-Hansgrohe, una vittoria)

Campionati irlandesi, Prova a cronometro
- 2025 (Red Bull-Bora-Hansgrohe, una vittoria)

Campionati irlandesi, Prova a cronometro

#### Altri successi
- 2015 (An Post-ChainReaction)

Classifica giovani An Post Rás
- 2016 (Cannondale-Drapac)

1ª tappa Czech Cycling Tour (Frýdek-Místek, cronosquadre)

## Piazzamenti

### Grandi Giri
- Giro d'Italia

2018: 138º
2024: 131º
- Vuelta a España

2022: 127º

### Classiche monumento
- Milano-Sanremo

2018: 117º
2021: 128º
2022: 143º
2023: 153º
2024: 156º
2025: 156º
- Giro delle Fiandre

2017: 82º
2018: 93º
2020: ritirato
2021: ritirato
2022: ritirato
2024: ritirato
2025: ritirato
- Parigi-Roubaix

2016: 103º
2017: 50º
2018: ritirato
2019: 95º
2023: 116º
2024: ritirato
2025: ritirato

### Competizioni mondiali
- Campionati del mondo su strada

Copenaghen 2011 - In linea Junior: 94º
Copenaghen 2011 - Cronometro Junior: 16º
Limburgo 2012 - Cronometro Junior: 9º
Limburgo 2012 - In linea Junior: 88º
Toscana 2013 - Cronometro Under-23: 7º
Ponferrada 2014 - Cronometro Under-23: 2º
Ponferrada 2014 - In linea Under-23: 63º
Richmond 2015 - Cronometro Under-23: 11º
Doha 2016 - Cronometro Elite: 5º
Doha 2016 - In linea Elite: ritirato
Bergen 2017 - In linea Elite: 126º
Innsbruck 2018 - Cronosquadre: 7º
Innsbruck 2018 - Cronometro Elite: 49º
Innsbruck 2018 - In linea Elite: ritirato
Yorkshire 2019 - Cronometro Elite: 32º
Yorkshire 2019 - In linea Elite: ritirato
Imola 2020 - Cronometro Elite: 25º
Imola 2020 - In linea Elite: ritirato
Fiandre 2021 - Cronometro Elite: 33º
Fiandre 2021 - In linea Elite: ritirato
Glasgow 2023 - In linea Elite: ritirato
Glasgow 2023 - Cronometro Elite: 19º
- Campionati del mondo su pista

Cali 2014 - Inseguimento ind.: 4º
Saint-Quentin-en-Yvelines 2015 - Inseguimento ind.: 7º
- Giochi olimpici

Parigi 2024 - Cronometro: 12º
Parigi 2024 - In linea: 60º

### Competizioni europee
- Campionati europei su strada

Offida 2011 - Cronometro Juniores: 25º
Offida 2011 - In linea Juniores: ritirato
Goes 2012 - Cronometro Juniores: 2º
Goes 2012 - In linea Juniores: 67º
Olomouc 2013 - Cronometro Under-23: 22º
Olomouc 2013 - In linea Under-23: ritirato
Tartu 2015 - Cronometro Under-23: 4º
Tartu 2015 - In linea Under-23: 43º
Plumelec 2016 - Cronometro Elite: 22º
Herning 2017 - Cronometro Elite: 3º
Glasgow 2018 - Cronometro Elite: 6º
Plouay 2020 - Cronometro Elite: 8º
Trento 2021 - Cronometro Elite: 18º
Trento 2021 - In linea Elite: ritirato
Monaco di Baviera 2022 - In linea Elite: 72º
Drenthe 2023 - Cronometro Elite: 17º
- Giochi europei

Baku 2015 - Cronometro: 8º
Baku 2015 - In linea: ritirato
Minsk 2019 - Cronometro: 4º
Minsk 2019 - In linea: 73º
- Campionati europei su pista

Anadia 2013 - Inseguimento individuale Under-23: 3º
Anadia 2013 - Scratch Under-23: 3º
Anadia 2013 - Corsa a punti Under-23: 7º
Anadia 2014 - Inseguimento individuale Under-23: 6º